# Бен Кингсли
Сэр Бен Кингсли (англ. Ben Kingsley; настоящее имя Кришна Пандит Бханджи, англ. Krishna Pandit Bhanji; род. 31 декабря 1943[…], Снейнтон, Норт-Йоркшир) — британский актёр театра, кино, телевидения и озвучивания. Лауреат премии «Оскар» (1983), двух премий BAFTA (1983 — дважды), двух премий «Золотой глобус» (1983 — дважды), «Грэмми» (1985), премии Гильдии киноактёров США (2002) и премии «Сатурн» (2014).
Наиболее известные фильмы и телесериалы с участием Бена Кингсли: «Ганди» (1982), «История Симона Визенталя» (1989), «Багси» (1992), «Список Шиндлера» (1993), «Иосиф» (1995), «Суини Тодд» (1997), «Сексуальная тварь» (2000), «Анна Франк» (2001), «Дом из песка и тумана» (2003), «Миссис Харрис» (2005), «Бладрейн» (2005), «Секс-гуру» (2008), «Остров проклятых» (2010), «Хранитель времени» (2011), «Игра Эндера» (2013), «Железный человек 3» (2013), «Обитель проклятых» (2014), «Исход: Цари и боги» (2014), «Тут» (2015) и «Книга джунглей» (2016).
В 1984 году награждён индийским орденом Падма Шри, а в 2004 году был посвящён в рыцари. В 2013 году награждён премией «Британия», а в мае 2010 года удостоен именной звезды на Голливудской «Аллее славы».

## Ранние годы
Бен Кингсли родился 31 декабря 1943 года в Скарборо, графство Йоркшир. Отец — врач Рахимтулла Харджи Бханджи, гуджаратского происхождения из Кении (в свою очередь, его отец происходил с острова Занзибар); мать — британская актриса и модель Анна Лина Мэри Гудман.
Свою карьеру начал с театральной сцены. По совету отца взял благозвучный сценический псевдоним. С 1967 года член труппы Королевского Шекспировского театра.

## Карьера

### Первые роли
Свою актёрскую карьеру Бен Кингсли начал в 1966 году с небольшой роли Рона Дженкинса в телесериале «Улица коронации» (1960—2013). Далее он продолжил играть эпизодические роли в таких телесериалах, как «Орландо» (1965—1968), «Джеканори» (1965—1996), «Пьеса дня» (1970—1984), «Авантюрист» (1972—1973), «Королевский суд» (1972—1984) и др. Его дебютом в кино стала небольшая роль в фильме «Страх отпирает двери» в 1972 году. После он продолжил сниматься в кинофильмах, играя эпизодические роли.

### Прорыв в карьере и последующие работы

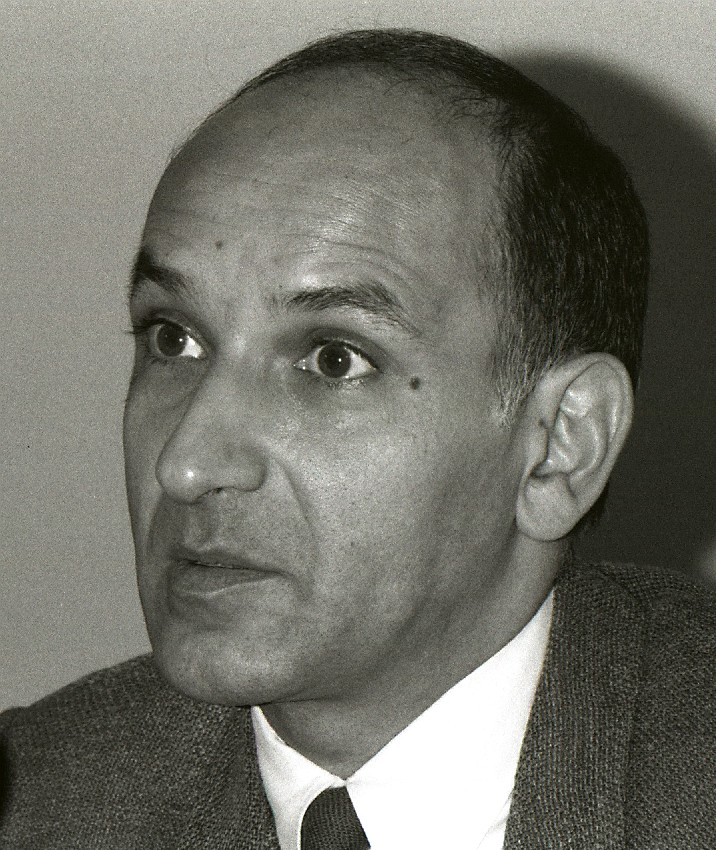
Бен Кингсли в 1983 году

Прорывом в его актёрской карьере стала роль Махатмы Ганди в одноимённом биографическом фильме режиссёра Ричарда Аттенборо в 1982 году. За свою работу в этом фильме Кингсли был удостоен премий «Оскар», BAFTA и «Золотой глобус» в номинации «Лучшая мужская роль», а также премии BAFTA в номинации «Самый многообещающий дебют» и премии «Золотой глобус» в номинации «Лучший прорыв года».
В основе сюжета жизнь Махатмы Ганди — лидера и идеолога движения ненасильственного сопротивления против британского колониального владычества в Индии в первой половине XX века. Фильм занял 34 место в списке 100 лучших фильмов по версии Британского института кино, а также был удостоен 8 премий «Оскар» в номинациях «Лучший фильм», «Лучшая мужская роль», «Лучшая режиссура», «Лучшая работа художника-постановщика / декоратора», «Лучшая операторская работа», «Лучший дизайн костюмов», «Лучший монтаж» и «Лучший оригинальный сценарий».
После актёр снялся в фильмах «Измена» (1982), «Дневник черепахи» (1985), «Гарем» (1985), «Морис» (1987), «Остров паскали» (1988), «Без единой улики» (1988), «Свидетельство» (1988), «Поток» (1989) и др.
В 1989 году Бен Кингсли был номинирован на премию «Эмми» за лучшую мужскую роль второго плана в телефильме «История Симона Визенталя». После был трижды номинирован на эту же премию за роли в фильмах «Иосиф прекрасный: Наместник фараона» (1995), «Анна Франк» (2000) и «Миссис Харрис» (2005).
В 1991 году он снялся в фильме «Багси» — эта роль принесла ему номинации на премии «Оскар» и «Золотой глобус» в категории «Лучшая мужская роль второго плана» в 1992 году.

В 2000 году актёр сыграл роль Дона Логана в триллере режиссёра Джонатана Глэйзера «Сексуальная тварь». За свою роль в этом фильме Кингсли был номинирован на премии «Оскар», «Золотой глобус» и премию Гильдии киноактёров США за лучшую мужскую роль второго плана в 2001 году. В основе сюжета лежит история бывшего вора Гэри Дава. Фильм был отмечен Премией британского независимого кино за лучшую режиссуру и лучший оригинальный сценарий.

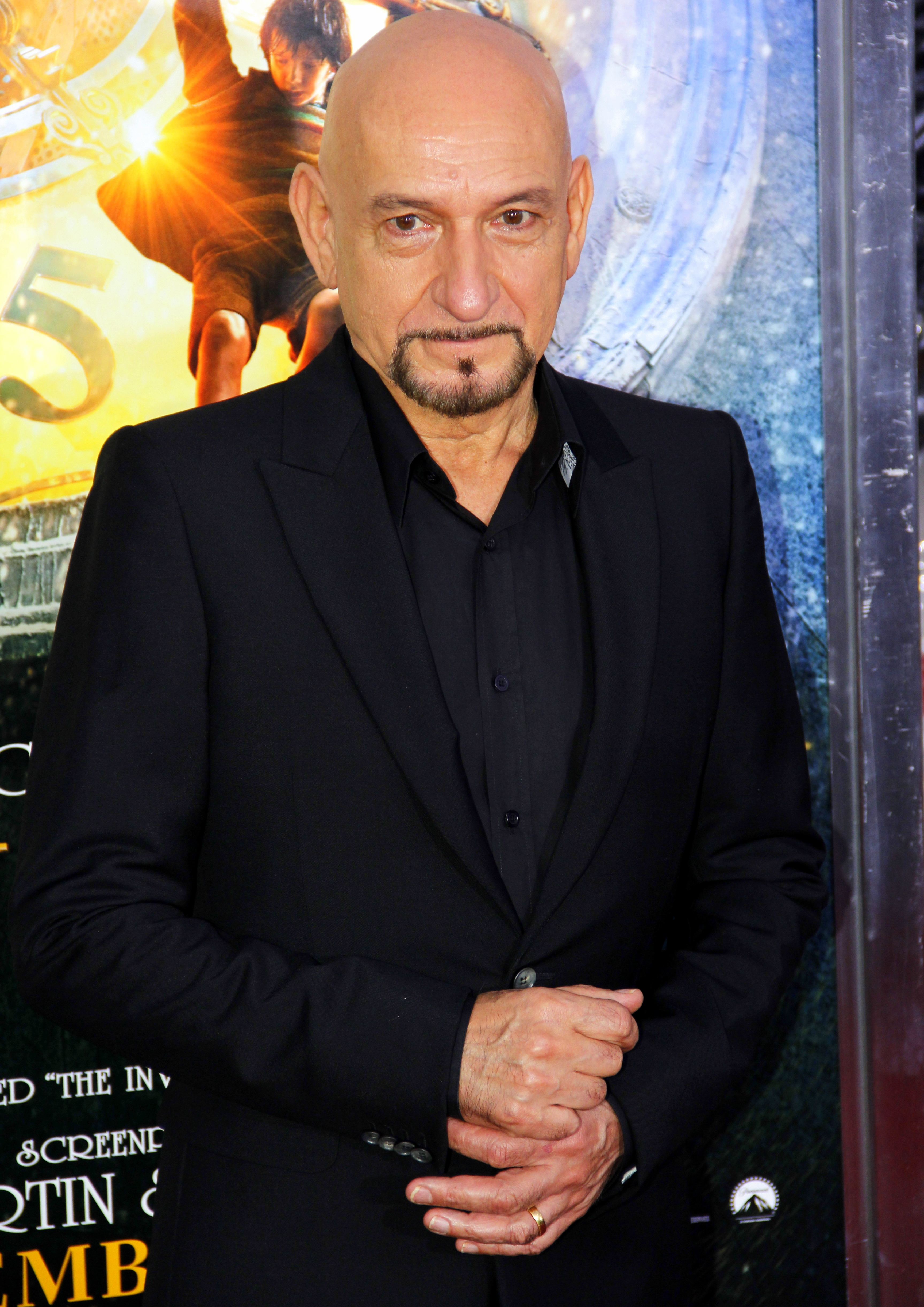
Бен Кингсли в 2011 году

В 2003 году сыграл роль полковника Массуда Амира Бехрани в дебютном драматическом фильме режиссёра Вадима Перельмана «Дом из песка и тумана», основанном на романе Андре Дюбо. За свою роль в этом фильме был номинирован на премии «Оскар», «Золотой глобус», премию Гильдии киноактёров США и «Независимый дух» за лучшую мужскую роль. В основе сюжета — история «американской мечты», обречённой на крах, о двух людях, готовых на всё, лишь бы доказать своё право на владение домом — небольшим бунгало на берегу океана в Северной Калифорнии, которое играет огромнейшую роль в их судьбах.

### Настоящее время
В 2011 году Кингсли сыграл Жоржа Мельеса в приключенческом фэнтези-фильме «Хранитель времени», его партнёрами по фильму стали Хлоя Грейс Морец, Эйса Баттерфилд и др. За свою роль в этом фильме был номинирован на премию «Сатурн» как лучший киноактёр 2012 года.
В 2013 году актёр сыграл роль Тревора Слеттери в фильме «Железный человек 3» и получил премию «Сатурн» как лучший киноактёр второго плана 2014 года. После снялся в фильмах «Игра Эндера» (2013), «Военная история» (2014), «Обитель проклятых» (2014), «Исход: Цари и боги» (2014), «Ночь в музее: Секрет гробницы» (2014) и «Рыцарь кубков» (2015). Также озвучивал персонажей в фильмах «Семейка монстров» (2014), «Сердце дракона 3: Проклятие чародея» (2015) и «Книга джунглей» (2016).
В 2016 году был номинирован на Премию Гильдии киноактёров США за лучшую мужскую роль в мини-сериале «Тут» (2015). За свою актёрскую карьеру, охватывающую более четырёх десятилетий, Бен Кингсли снялся в более чем 130 фильмах и телесериалах, а также был удостоен множества наград и премий.
В 2017 году на экраны вышел фильм «Машина войны» с Кингсли в роли Хамида Карзая, в 2018 году — фильм «Операция «Финал»», в которой Кингсли сыграл Адольфа Эйхмана. В том же году его можно было увидеть в триллере «Игра Ганнибала». В 2021 году вышли сразу два фильма с участием актера: «Локдаун» и «Шан-Чи и легенда десяти колец». В последнем Кингсли вновь сыграл Тревора Слеттери (разоблачённого в фильме «Железный человек 3»).
В 2022 году вышел биографический фильм «Быть Сальвадором Дали» Мэри Хэррон, в котором Кингсли исполнил главную роль Сальвадора Дали.

## Личная жизнь
Бен Кингсли был женат четыре раза и имеет четырёх детей: Томаса Бханджи и Джасмин Бханджи от актрисы Анджелы Морант и Эдмунда Кингсли и Фердинанда Кингсли от театрального режиссёра Элисон Сатклифф.
В 2005 году Кингсли развёлся с Александрой Кристманн, после того как увидел компрометирующие фотографии в интернете. 3 сентября 2007 года Кингсли женился на бразильской актрисе Даниэле Лавендер.
Более десяти лет актёр проживает в общине Спелсбури, в Англии.
По вероисповеданию — квакер.

## Фильмография

### Кино
| Год  |     | Русское название                       | Оригинальное название                     | Роль                       |
| ---- | --- | -------------------------------------- | ----------------------------------------- | -------------------------- |
| 1972 | ф   | Страх отпирает двери                   | Fear Is the Key                           | Роел                       |
| 1982 | ф   | Ганди                                  | Gandhi                                    | Махатма Ганди              |
| 1983 | ф   | Измена                                 | Betrayal                                  | Роберт                     |
| 1985 | ф   | Гарем                                  | Harem                                     | Салим                      |
| 1985 | ф   | Дневник черепахи                       | Turtle Diary                              | Уильям Сноу                |
| 1987 | ф   | Морис                                  | Maurice                                   | Джек-Джонс                 |
| 1988 | ф   | Остров Паскали                         | Pascali's Island                          | Байзил Паскаль             |
| 1988 | ф   | Без единой улики                       | Without a Clue                            | доктор Джон Уотсон         |
| 1988 | ф   | Свидетельство                          | Testimony                                 | Дмитрий Шостакович         |
| 1989 | ф   | Поток                                  | Slipstream                                | Аватар                     |
| 1990 | ф   | Пятая обезьяна                         | The 5th Monkey                            | Кунда                      |
| 1990 | ф   | Челлини: Преступная жизнь              | A Violent Life                            | губернатор                 |
| 1991 | ф   | Багси                                  | Bugsy                                     | Меер Лански                |
| 1991 | ф   | Необходимая любовь                     | Necessary Love                            | Эрнесто                    |
| 1992 | ф   | Тихушники                              | Sneakers                                  | Космо                      |
| 1992 | мф  | Специальный агент Фредди               | Freddie as F.R.O. 7                       | Фредди                     |
| 1993 | ф   | В поисках Бобби Фишера                 | Searching for Bobby Fischer               | Брюс Пандольфини           |
| 1993 | ф   | Дэйв                                   | Dave                                      | вице-президент Гэри Нэнс   |
| 1993 | ф   | Список Шиндлера                        | Schindler's List                          | Ицхак Штерн                |
| 1994 | ф   | Смерть и девушка                       | Death and the Maiden                      | доктор Роберто Миранда     |
| 1995 | ф   | Особь                                  | Species                                   | Ксавье Фич                 |
| 1996 | ф   | Двенадцатая ночь                       | Twelfth Night: Or What You Will           | Фесте                      |
| 1997 | ф   | Двойник                                | The Assignment                            | Амос                       |
| 1997 | ф   | С феями шутки плохи                    | Photographing Fairles                     | министр Темплтон           |
| 1999 | ф   | Исповедь                               | The Confession                            | Гарри Фертиг               |
| 1999 | ф   | Роковые выстрелы                       | Parting Shots                             | Ренцо Локателли            |
| 2000 | ф   | Дом с привидениями                     | Spooky House                              | Великий Замбони            |
| 2000 | ф   | С какой ты планеты?                    | What Planet Are You From?                 | Грайдон                    |
| 2000 | ф   | Правила боя                            | Rules of Engagement                       | посол Мурайн               |
| 2000 | ф   | Сексуальная тварь                      | Sexy Beast                                | Дон Логан                  |
| 2001 | ф   | Искусственный разум                    | Artifcial Ihteligence                     | специалист                 |
| 2002 | ф   | Триумф любви                           | The Triumph of Love                       | Гермократ                  |
| 2002 | ф   | Бессмертные                            | Tuck Everlasting                          | человек в жёлтом костюме   |
| 2003 | ф   | Дом из песка и тумана                  | House of Sand and Fog                     | Масуд Бехрани              |
| 2004 | ф   | Предвестники бури                      | Thunderbirds                              | Худ                        |
| 2004 | ф   | Охотник на убийц                       | Suspect Zero                              | Бенджамен О’Райан          |
| 2005 | ф   | И грянул гром                          | A Sound of Thunder                        | Чарльз Хаттон              |
| 2005 | ф   | Оливер Твист                           | Oliver Twist                              | Фейгин                     |
| 2005 | ф   | Бладрейн                               | BloodRayne                                | Каган                      |
| 2006 | ф   | Счастливое число Слевина               | Lucky Number Slevin                       | раввин                     |
| 2007 | ф   | Убей меня                              | You Kill Me                               | Франк Фаленчик             |
| 2007 | ф   | Последний легион                       | The Last Legion                           | Амвросий                   |
| 2007 | ф   | Десять заповедей                       | The Ten Commandments                      | рассказчик                 |
| 2008 | ф   | Элегия                                 | Elegy                                     | Дэвид Кепеш                |
| 2008 | ф   | Игра по-крупному                       | War, Inc                                  | Уолкен                     |
| 2008 | ф   | Секс-гуру                              | The Love Guru                             | Гуру Туггинмыпудха         |
| 2008 | ф   | Безумие                                | The Wackness                              | доктор Сквайрс             |
| 2008 | ф   | Транссибирский экспресс                | Transsiberian                             | Гринко                     |
| 2008 | ф   | Пятьдесят ходячих трупов               | Fifty Dead Men Walking                    | Фергюс                     |
| 2009 | ф   | Ноев ковчег: Новое начало              | Noan                                      | рассказчик                 |
| 2009 | док | Путешествие в Мекку                    | Journey to Mecca                          | рассказчик                 |
| 2010 | ф   | Остров проклятых                       | Shutter Island                            | доктор Джон Коули          |
| 2010 | ф   | Три карты                              | Teen Patti                                | Перси Трахтенберг          |
| 2010 | ф   | Принц Персии: Пески времени            | Prince of Persia: The Sands of Time       | Низам                      |
| 2011 | ф   | Хранитель времени                      | Hugo                                      | Жорж Мельес                |
| 2012 | ф   | Диктатор                               | The Dictator                              | Тамир                      |
| 2012 | кор | Терапия                                | A Therapy                                 | терапевт                   |
| 2013 | ф   | Железный человек 3                     | Iron Man Three                            | Тревор Слэттери (Мандарин) |
| 2013 | ф   | Игра Эндера                            | Ender's Game                              | Мазер Рэкхем               |
| 2013 | ф   | Обычный человек                        | A Common Man                              | мужчина                    |
| 2013 | ф   | Стеклянный дом                         | Walking with the Enemy                    | регент Хорти               |
| 2013 | ф   | Лекарь: Ученик Авиценны                | The Physician                             | Авиценна                   |
| 2013 | ф   | Всеобщее руководство птицелова         | A Birder's Guide to Everything            | Лоуренс Конрад             |
| 2014 | кор | Да здравствует король                  | Marvel One-Shot: All Hail the King        | Тревор Слеттери (Мандарин) |
| 2014 | мф  | Семейка монстров                       | The Boxtrolls                             | Арчибальд похититель       |
| 2014 | ф   | Уроки вождения                         | Learning to Drive                         | Дарван                     |
| 2014 | ф   | Обитель проклятых                      | Stonehearts Asylum                        | Сайлас Лэмб                |
| 2014 | ф   | Исход: Цари и боги                     | Exodus: Gods and Kings                    | Навин                      |
| 2014 | ф   | Ночь в музее: Секрет гробницы          | Night at the Museum: Secret of the Tomb   | Фараон Меренкахре          |
| 2014 | ф   | Железная схватка                       | Robot Overlords                           | Робин Смайт                |
| 2015 | ф   | Рыцарь кубков                          | Knight of Cups                            | голос                      |
| 2015 | ф   | Лайф                                   | Life                                      | Джек Уорнер                |
| 2015 | ф   | Сердце дракона 3: Проклятье чародея    | Dragonheart 3: The Sorcerer's Curse       | Драго                      |
| 2015 | ф   | Вне/себя                               | Self/less                                 | Дамиан                     |
| 2015 | ф   | Прогулка                               | The Walk                                  | папа Руди                  |
| 2016 | ф   | Книга джунглей                         | The Jungie Book                           | Багира                     |
| 2016 | ф   | Автобан                                | Colide                                    | Геран                      |
| 2017 | ф   | Горы и камни                           | The Ottoman Lieutenant                    | Гаррет Вудрафф             |
| 2017 | ф   | Охранник                               | Security                                  | Чарли                      |
| 2017 | ф   | Машина войны                           | War Machine                               | Хамид Карзай               |
| 2017 | ф   | Обычный человек                        | An Ordinary Man                           | генерал                    |
| 2018 | ф   | Предательство для начинающих           | Backstabbing for Beginners                | Паша                       |
| 2018 | ф   | Операция «Финал»                       | Operation Finale                          | Адольф Эйхман              |
| 2018 | ф   | Игра Ганнибала                         | Night Hunter                              | Купер                      |
| 2018 | ф   | Интриго: Смерть автора                 | Intrigo: Death of an Author               | Хендерсон                  |
| 2019 | ф   | Старые шпионские игры                  | Spider in the Web                         | агент Адерет               |
| 2019 | ф   | Курорт для ныряльщиков на Красном море | The Red Sea Diving Resort                 | Итан Левин                 |
| 2021 | ф   | Локдаун                                | Locked Down                               | Малкольм                   |
| 2021 | ф   | Шан-Чи и легенда десяти колец          | Shang-Chi and the Legend of the Ten Rings | Тревор Слэттери            |
| 2021 | ф   | Путь ветра                             | The Last Planet                           |                            |
| 2022 | ф   | Быть Сальвадором Дали                  | Dali Land                                 | Сальвадор Дали             |
| 2023 | ф   | Джулс                                  | Jules                                     | Милтон                     |
| 2024 | ф   | Легенда о Вильгельме Телле             | William Tell                              |                            |
| 2024 | ф   | Игра киллера                           | The Killer's Game                         |                            |

### Телевидение
| Год       |     | Русское название                  | Оригинальное название                          | Роль                  |
| --------- | --- | --------------------------------- | ---------------------------------------------- | --------------------- |
| 1966      | с   | Орландо                           | Orlando                                        | Питер Баттерби        |
| 1966—1967 | с   | Улица коронации                   | Coronation Street                              | Рон Дженкинс          |
| 1973      | с   | Авантюрист                        | The Abventurer                                 | Пьер                  |
| 1974      | тф  | Антоний и Клеопатра               | Antony and Cleopatra                           | Тидиас                |
| 1975      | с   | Школа любви                       | The Love School                                | Розетти               |
| 1976      | с   | Диккенс из Лондона                | Dickens of London                              | доктор Джон Эллиотсон |
| 1976—1979 | с   | Королевский суд                   | Grown Court                                    | Джереми Ли            |
| 1978—1979 | с   | BBC2 Playhouse                    | BBC2 Playhouse                                 | Роберт Чибрарио       |
| 1982      | тф  | Веселые виндзорские вдовушки      | The Merry Wives of Windsor                     | Фрэнк Форд            |
| 1983      | тф  | Кин                               | Kean                                           | Эдмунд Кин            |
| 1984      | тф  | Дама с камелиями                  | Camile                                         | Дюваль                |
| 1984      | с   | Оксбридж Блюз                     | Oxbridge Blues                                 | Джефф Крейвен         |
| 1985      | тф  | Сайлас Марнер: Ткач из Рейвлоу    | Silas Marner: The Weaver of Raveloe            | Сайлас Марнер         |
| 1986      | тф  | Видение Стэнли                    | Stanley's Vision                               | Стэнли Спенсер        |
| 1988      | мтф | Секрет Сахары                     | I segreto del Sahara                           | Шоломон               |
| 1988      | тф  | Ленин. Поезд                      | I treno di Lenin                               | Ленин                 |
| 1989      | тф  | История Симона Визенталя          | Murderers Among Us: The Simon Wiesenthal Story | Симон Визенталь       |
| 1991      | тф  | Бесконечная война                 | The War That Never Ends                        | Перикл                |
| 1995      | тф  | Пророк Моисей: Вождь-освободитель | Moses                                          | Моисей                |
| 1995      | тф  | Иосиф                             | Joseph                                         | Потифар               |
| 1997      | тф  | Оружие массового уничтожения      | Weapons of Mass Distraction                    | Джулиан Мессенджер    |
| 1997      | тф  | Суини Тодд                        | The Tale of Sweeney Todd                       | Суини Тодд            |
| 1998      | тф  | Преступление и наказание          | Crime and Punihsment                           | Порфил                |
| 1999      | тф  | Алиса в Стране чудес              | Alice in Wonderland                            | Гусеница              |
| 2001      | мтф | Анна Франк                        | Anne Frank: The Whole Story                    | Отто Франк            |
| 2005      | тф  | Миссис Харрис                     | Mrs. Harris                                    | Герман Тарнауэр       |
| 2006      | с   | Клан Сопрано                      | The Sopranos                                   | камео                 |
| 2015      | мтф | Тут                               | Tut                                            | визирь Эйе            |
| 2018      | мс  | Обитатели холмов                  | Watership Down                                 | генерал Вундворт      |
| 2019      | с   | Предприятие «Божий дар»           | Perpetual Grace, LTD                           | Байрон «Па» Браун     |

## Награды и номинации
Полный список наград и номинаций на сайте IMDb.com.
| Награда                               | Год  | Категория                                                   | Работа                     | Результат |
| ------------------------------------- | ---- | ----------------------------------------------------------- | -------------------------- | --------- |
| Оскар                                 | 1983 | Лучшая мужская роль                                         | Ганди                      | Победа    |
| Оскар                                 | 1992 | Лучшая мужская роль второго плана                           | Багси                      | Номинация |
| Оскар                                 | 2001 | Лучшая мужская роль второго плана                           | Сексуальная тварь          | Номинация |
| Оскар                                 | 2004 | Лучшая мужская роль                                         | Дом из песка и тумана      | Номинация |
| BAFTA                                 | 1983 | Лучшая мужская роль                                         | Ганди                      | Победа    |
| BAFTA                                 | 1983 | Самый многообещающий дебют                                  | Ганди                      | Победа    |
| BAFTA                                 | 1994 | Лучшая мужская роль второго плана                           | Список Шиндлера            | Номинация |
| Золотой глобус                        | 1983 | Лучшая мужская роль — драма                                 | Ганди                      | Победа    |
| Золотой глобус                        | 1983 | Лучший дебют актёра                                         | Ганди                      | Победа    |
| Золотой глобус                        | 1990 | Лучшая мужская роль — мини-сериал или телефильм             | История Симона Визенталя   | Номинация |
| Золотой глобус                        | 1992 | Лучшая мужская роль второго плана — Кинофильм               | Багси                      | Номинация |
| Золотой глобус                        | 2001 | Лучшая мужская роль второго плана — Кинофильм               | Сексуальная тварь          | Номинация |
| Золотой глобус                        | 2002 | Лучшая мужская роль — мини-сериал или телефильм             | Анна Франк                 | Номинация |
| Золотой глобус                        | 2004 | Лучшая мужская роль — драма                                 | Дом из песка и тумана      | Номинация |
| Золотой глобус                        | 2007 | Лучшая мужская роль — мини-сериал или телефильм             | Миссис Харрис              | Номинация |
| Прайм-таймовая премия «Эмми»          | 1989 | Лучшая мужская роль в мини-сериале или фильме               | История Симона Визенталя   | Номинация |
| Прайм-таймовая премия «Эмми»          | 1995 | Лучшая мужская роль второго плана в мини-сериале или фильме | Иосиф                      | Номинация |
| Прайм-таймовая премия «Эмми»          | 2001 | Лучшая мужская роль в мини-сериале или фильме               | Анна Франк                 | Номинация |
| Прайм-таймовая премия «Эмми»          | 2006 | Лучшая мужская роль в мини-сериале или фильме               | Миссис Харрис              | Номинация |
| Премия Гильдии киноактёров США        | 1998 | Лучшая мужская роль в телефильме или мини-сериале           | Суини Тодд                 | Номинация |
| Премия Гильдии киноактёров США        | 2001 | Лучшая мужская роль второго плана                           | Сексуальная тварь          | Победа    |
| Премия Гильдии киноактёров США        | 2002 | Лучшая мужская роль в телефильме или мини-сериале           | Анна Франк                 | Победа    |
| Премия Гильдии киноактёров США        | 2004 | Лучшая мужская роль                                         | Дом из песка и тумана      | Номинация |
| Премия Гильдии киноактёров США        | 2016 | Лучшая мужская роль в телефильме или мини-сериале           | Тут                        | Номинация |
| Грэмми                                | 1985 | Лучший разговорный альбом                                   | Альбом The Words of Gandhi | Победа    |
| Сатурн                                | 2012 | Лучший киноактёр                                            | Хранитель времени          | Номинация |
| Сатурн                                | 2014 | Лучший киноактёр второго плана                              | Железный человек 3         | Победа    |
| Золотая малина                        | 2006 | Худшая мужская роль второго плана                           | Бладрейн                   | Номинация |
| Золотая малина                        | 2008 | Худшая мужская роль второго плана                           | Секс-гуру                  | Номинация |
| Премия Европейской киноакадемии       | 2001 | Лучшая мужская роль                                         | Сексуальная тварь          | Победа    |
| Кинофестиваль в Карловых Варах        | 2001 | Приз за выдающийся вклад в кино                             | н/д                        | Победа    |
| Выбор критиков                        | 2001 | Лучший актёр второго плана                                  | Сексуальная тварь          | Победа    |
| Выбор критиков                        | 2004 | Лучшая мужская роль                                         | Дом из песка и тумана      | Победа    |
| Премия британского независимого кино  | 2001 | Лучший актёр второго плана                                  | Сексуальная тварь          | Победа    |
| Независимый дух                       | 2004 | Лучшая мужская роль                                         | Дом из песка и тумана      | Номинация |
| Спутник                               | 2001 | Лучший актёр второго плана                                  | Сексуальная тварь          | Победа    |
| Спутник                               | 2002 | Лучший актёр в мини-сериале или телефильме                  | Анна Франк                 | Номинация |
| Спутник                               | 2006 | Лучший актёр в мини-сериале или телефильме                  | Миссис Харрис              | Номинация |
| Спутник                               | 2007 | Лучшая мужская роль                                         | Убей меня                  | Номинация |
| Премия Лоренса Оливье                 | 1980 | Лучшее комедийное представление                             | н/д                        | Номинация |
| Премия Лоренса Оливье                 | 1983 | Лучший актёр в новой пьесе                                  | н/д                        | Номинация |
| Национальный совет кинокритиков       | 1983 | Лучший актёр                                                | Ганди                      | Номинация |
| Национальный совет кинокритиков       | 2001 | Лучший актёр второго плана                                  | Сексуальная тварь          | Номинация |
| Лондонский кружок кинокритиков        | 1983 | Лучший актёр                                                | Ганди                      | Победа    |
| Нью-Йоркское общество кинокритиков    | 1983 | Лучший актёр                                                | Ганди                      | Победа    |
| Ассоциация кинокритиков Лос-Анджелеса | 1983 | Лучший актёр                                                | Ганди                      | Победа    |
| Teen Choice Awards                    | 2013 | Лучший злодей                                               | Железный человек 3         | Номинация |
| Премия «Британия»                     | 2013 | Личный вклад в развитие кинематографа и телевидения         | н/д                        | Победа    |
| Голливудская «Аллея славы»            | 2010 | Именная звезда за вклад в киноиндустрию                     | н/д                        | Победа    |
| Премия «Энни»                         | 2015 | Лучшая озвучка в анимационном полнометражном фильме         | Семейка монстров           | Победа    |